# Геріон (цар Тартесса)
Геріон (дав.-гр. Γηρυών) — легендарний цар стародавнього міста і держави Тартесс.
За даними Юстина мав двох, або трьох братів, разом з якими захищав свої володіння і численні череди від нападів чужинців. Швидше за все йшлося про напади фінікійців, що не лише грабували іспанські береги, але й намагалися заснувати у Тартессі власні колонії. Врешті перша з них - Гадес - була зведена на острові Еріфія, який належав Геріону (і був названий, нібито, на честь його доньки). Поруч фінікійці збудували храм Мелькарта, якого греки ототожнювали з Гераклом. 
Тартесійський цар став прототипом міфічного велетня Геріона, з яким нібито боровся Геракл.